# لایدنبورن
لایدنبورن (به آلمانی: Leidenborn) یک شهر در آلمان است که در بیتبورگ-پروم واقع شده‌است.